# Aptera

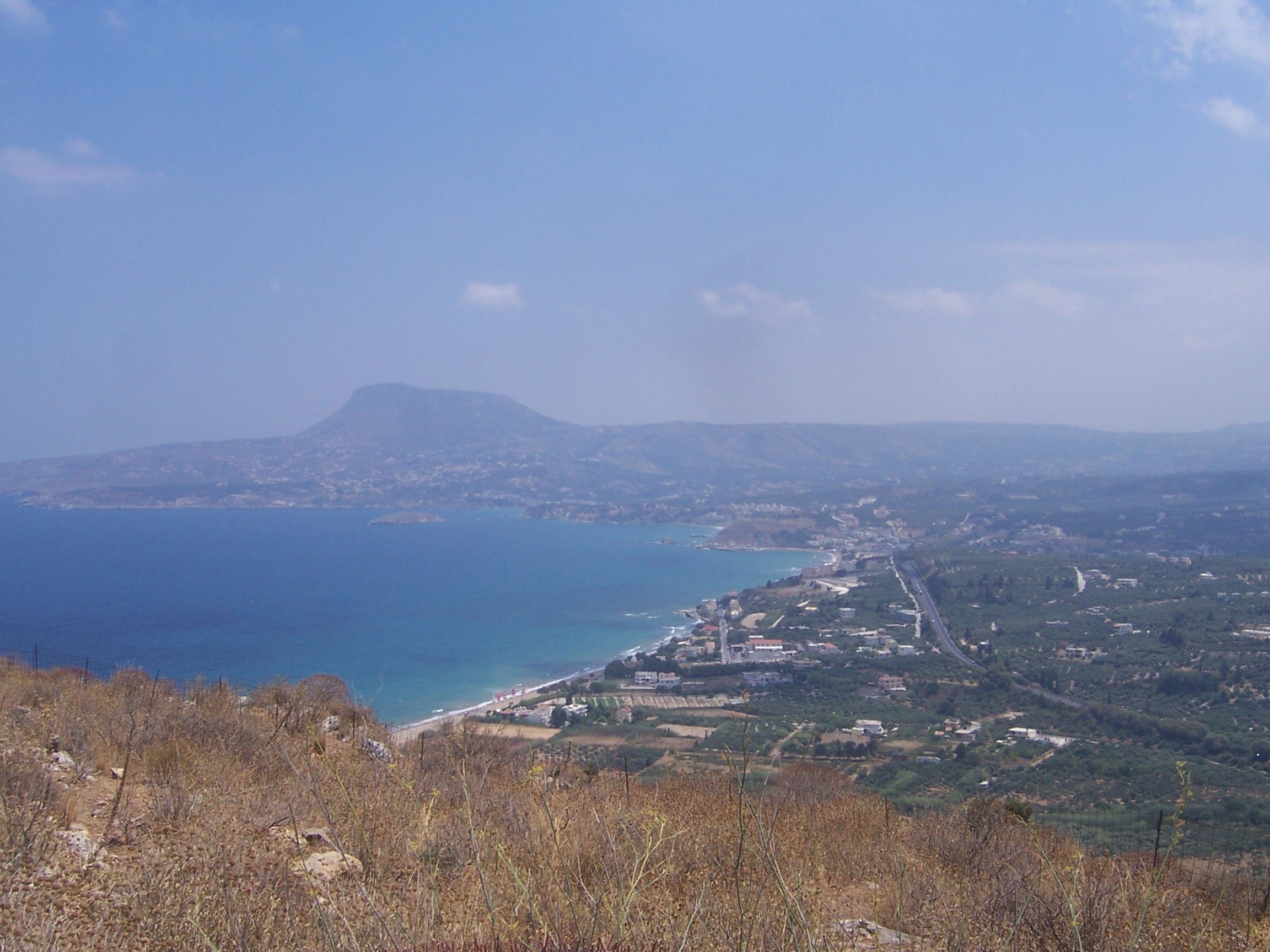
Blick von Aptera auf die Souda-Bucht und Kap Drapanon

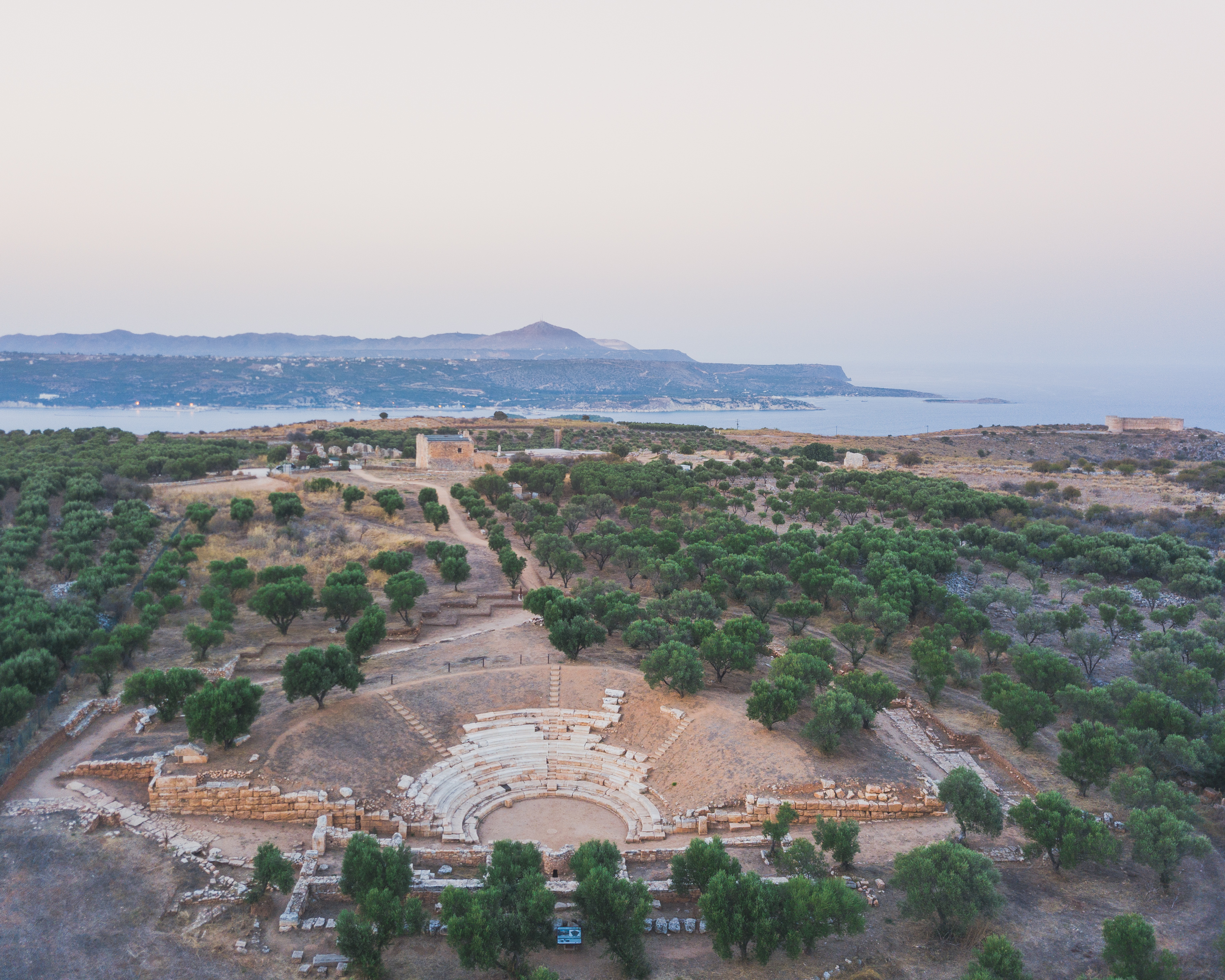
Theater mit Teilen der Ausgrabungsfläche, Kloster, Kastell und Bucht im Hintergrund

Aptera (griechisch Ἄπτερα, auch Ἄπταρα, Áptara, ferner Apteria, Apterea oder Aptaria; mykenisch 𐀀𐀞𐀲𐀷 a-pa-ta-wa) ist eine archäologische Stätte in Westkreta über der Bucht von Souda. Es war einer der wichtigsten Stadtstaaten Kretas.

## Lage
Das ausgedehnte Ruinenfeld von Aptera ist auf einem Plateau in einer Höhe von 150 m beim Dorf Megala Chorafia südlich der Souda-Bucht in Westkreta gelegen, 13 km östlich von Chania. Etwas westlich liegt der kleine heutige Ort Aptera. Am Fuß des Hügels verläuft die Nationalstraße 90 an der Küste entlang. In der direkten Umgebung befinden sich einige Olivenhaine, zwischen denen noch Ruinenreste zu erkennen sind. Die restliche Umgebung ist nur spärlich bewachsen. Um das Plateau herum sind besonders im Westen und Osten noch Teile der alten Festungsmauer zu erkennen.

## Geschichte

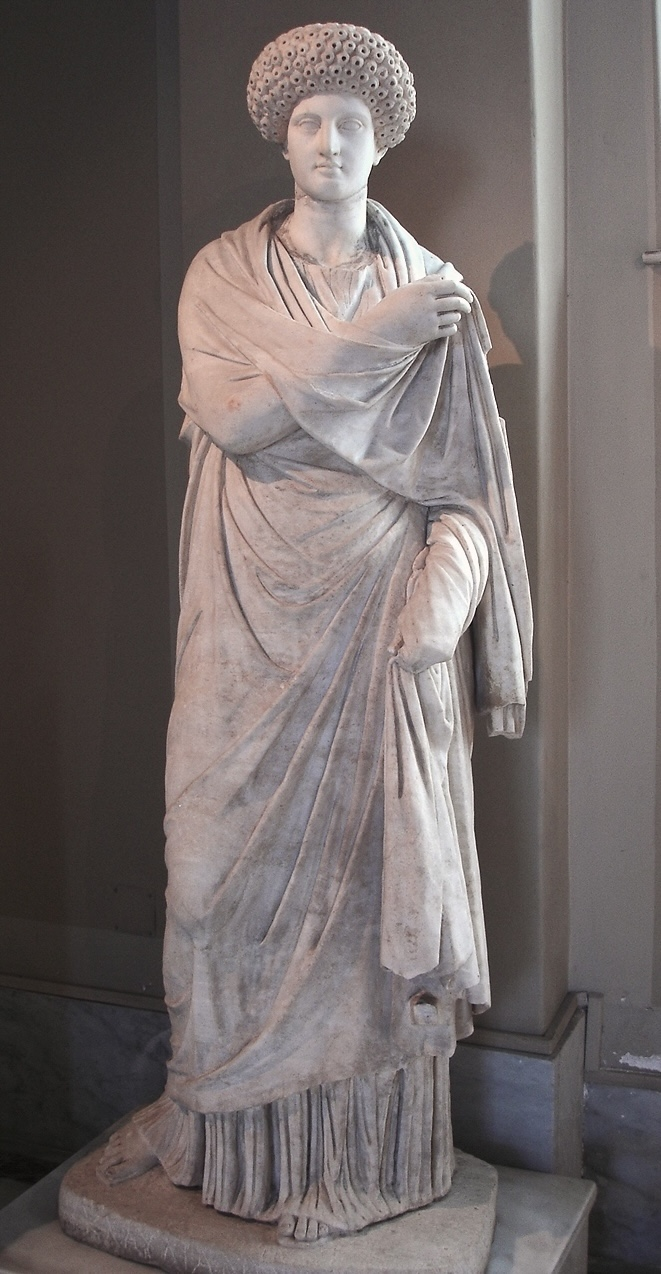
Frauenstatue – etwa 69–96 v. Chr. – aus Aptera, Kreta, Archäologisches Museum Istanbul

Die Hochfläche war seit der Bronzezeit bis in die christliche Zeit kontinuierlich besiedelt. Der Name Aptera findet sich schon auf Schrifttafeln (in Linearschrift B) von Knossos aus dem 14. bis 13. Jahrhundert vor Chr. Von der Geschichte der alten Stadt, die im 17. Jahrhundert vor Christus gegründet wurde und an der Stelle des heutigen Paleokastro bei Megala Chorafia lag, ist nicht viel bekannt, obwohl sie seit der minoischen Zeit aufgrund ihrer strategisch günstigen Lage große Bedeutung hatte, die erst im hellenistischen Zeitalter nachließ. Aptera war eine blühende Schifffahrts- und Handelsstadt und hatte seinen Hafen in Kissamo (in der Nähe von Kalives).
Aptera entsandte im 2. Messenischen Krieg (um 640 v. Chr.) Bogenschützen als Hilfe an die Spartaner und war während des Bürgerkriegs der kretischen Städte 220 vor Christus mit Knossos verbündet. Später verbündete sich Aptera gemeinsam mit 30 anderen kretischen Städten mit Eumenes II., dem König von Pergamon.
Durch ein Erdbeben im 7. Jahrhundert vor Chr. wurde sie zerstört, kam jedoch in römischer Zeit zu neuer Blüte. Bei der Invasion der Sarazenen im Jahre 824 n. Chr. wurde die Stadt zerstört und geplündert.

## Der Ruinenbezirk

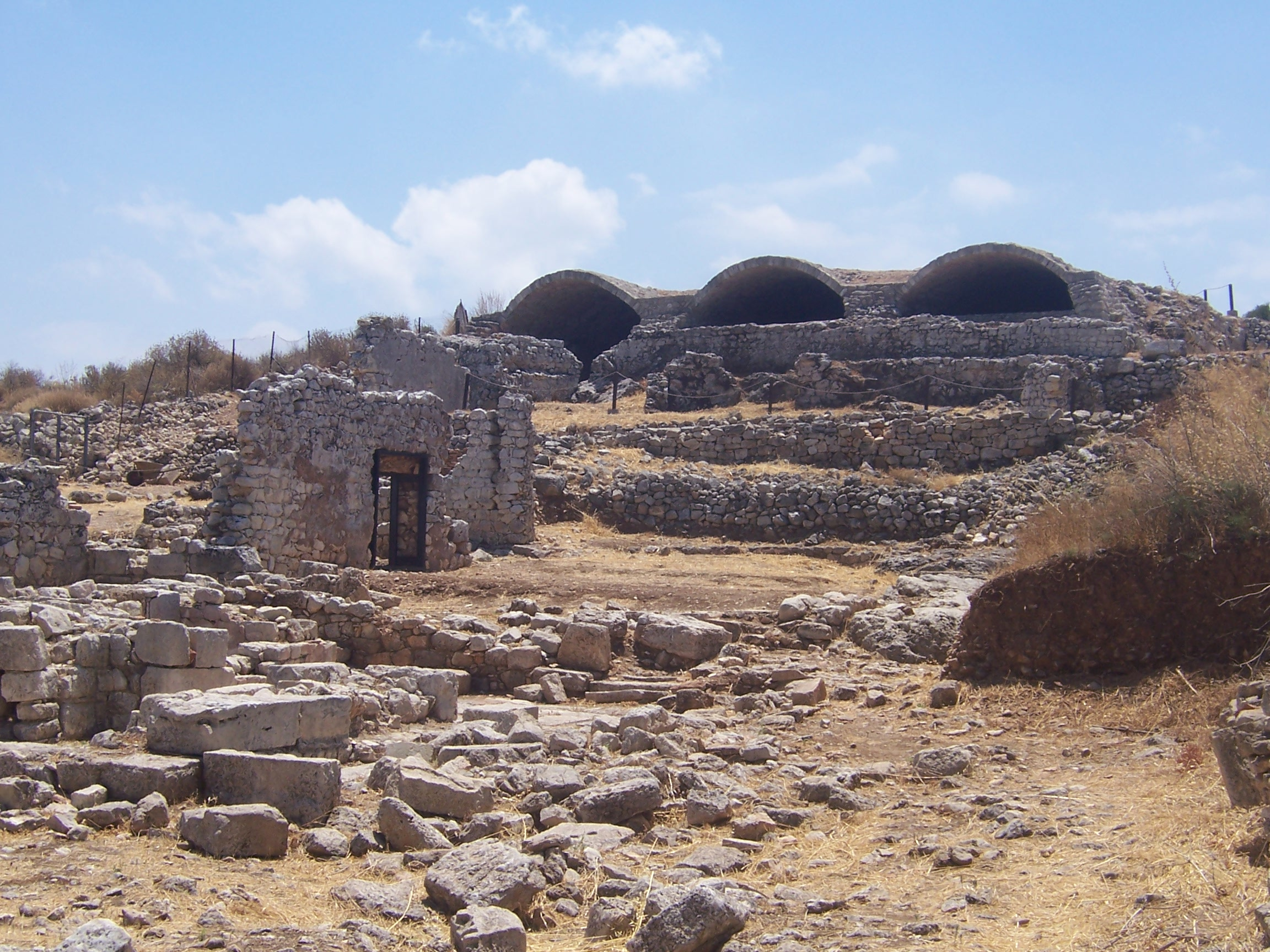
Römische Bäder und Zisterne

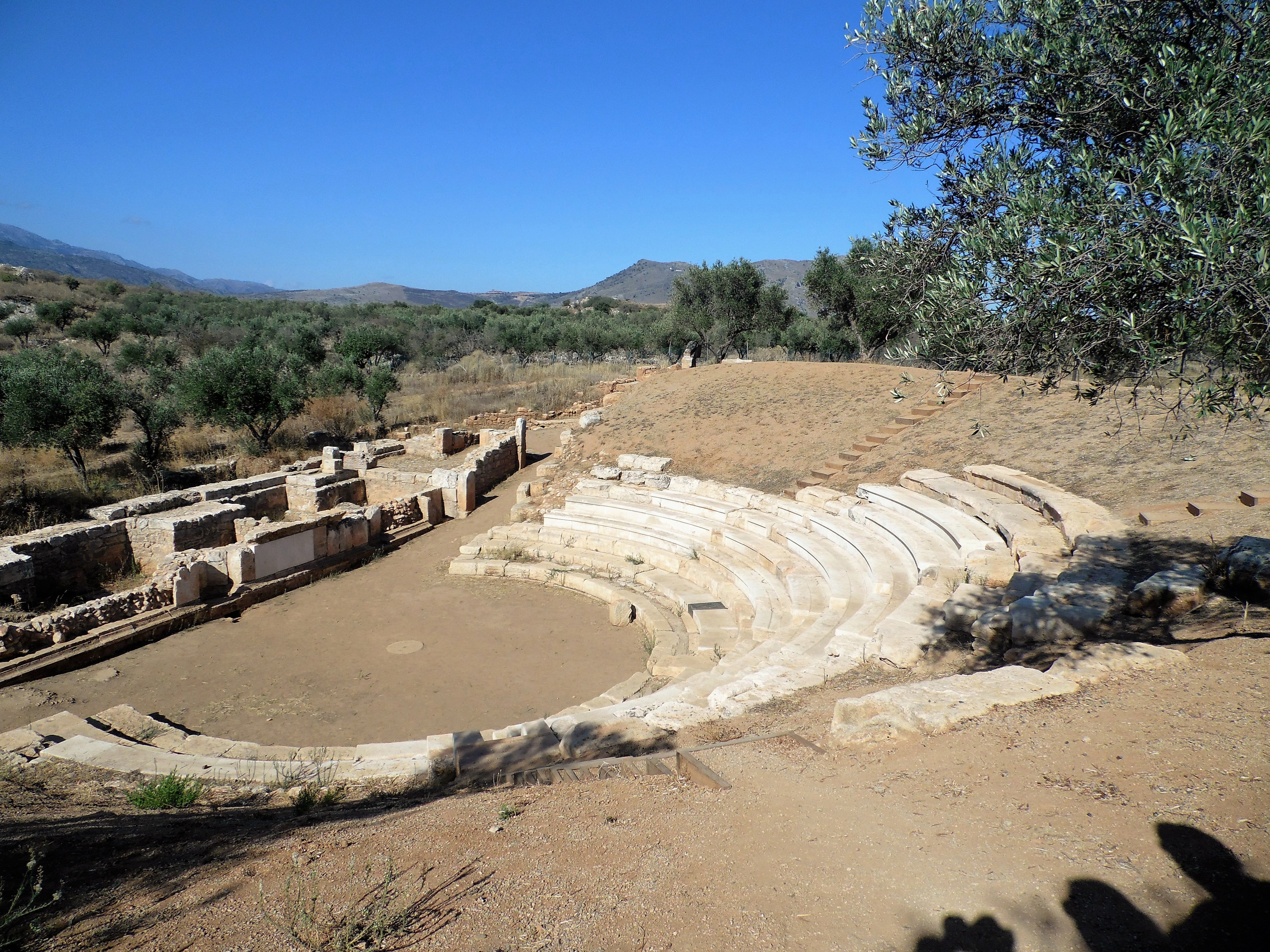
Antikes Theater von Aptera

Zum Ruinenbezirk gehören Überreste aus mehreren Jahrtausenden kretischer Geschichte:
- Die Überreste eines Tempels der Eileithyia, einer Fruchtbarkeitsgöttin. 1958 wurden ferner Reste eines dorischen Tempels entdeckt.
- Aus dem 3. Jahrhundert vor Chr. die im Osten aus großen polygonalen und im Westen aus langen rechteckigen Steinen gebaute Festungsmauer.
- Ferner gibt es Reste eines Apollotempels und eines Demetertempels aus dem frühen ersten Jahrhunderts vor Christus, eine große dreischiffige römische Zisterne, ein römisches Theater, von dem die Orchestra und Überreste der Sitze erhalten sind und römische Bäder.
- Häuser aus frühbyzantinischer Zeit.
- Das Kloster des Agios Ioannis Theologos wurde im 12. Jahrhundert gebaut. Es war bis 1964 in Betrieb, etliche Teile wie eine Kapelle und ein zweistöckiges Zellengebäude sind gut erhalten.
- Am östlichen Rand gibt es ein türkisches Kastell, die 1867 erbaute Festung Koule. Sie weist einen gut erhaltenen Zinnenkranz auf, von dem sich ein beeindruckendes Panorama bietet: Im Hintergrund liegt die Halbinsel Akrotiri mit weißen Klippenrändern¸ auf der anderen Seite der Bucht der Flughafen von Chania und die NAMFI, eine Abschussbasis für NATO-Raketen und am Fuße des Berges das immer noch militärisch genutzte Fort Izzedin, 1872 von Reuf Pasha erbaut.